# Sentier de grande randonnée 9
Le sentier de grande randonnée 9 ou GR 9 est un itinéraire balisé de randonnée pédestre qui relie Saint-Amour (Jura) à Port Grimaud (Var), sur le littoral méditerranéen, après un trajet de près de 1 000 km.

## Parcours
Le GR 9 commence par rejoindre puis traverser le parc naturel régional du Haut-Jura d'ouest en est, puis parcourt vers le sud les chaînons méridionaux du Jura dans le département de l'Ain.

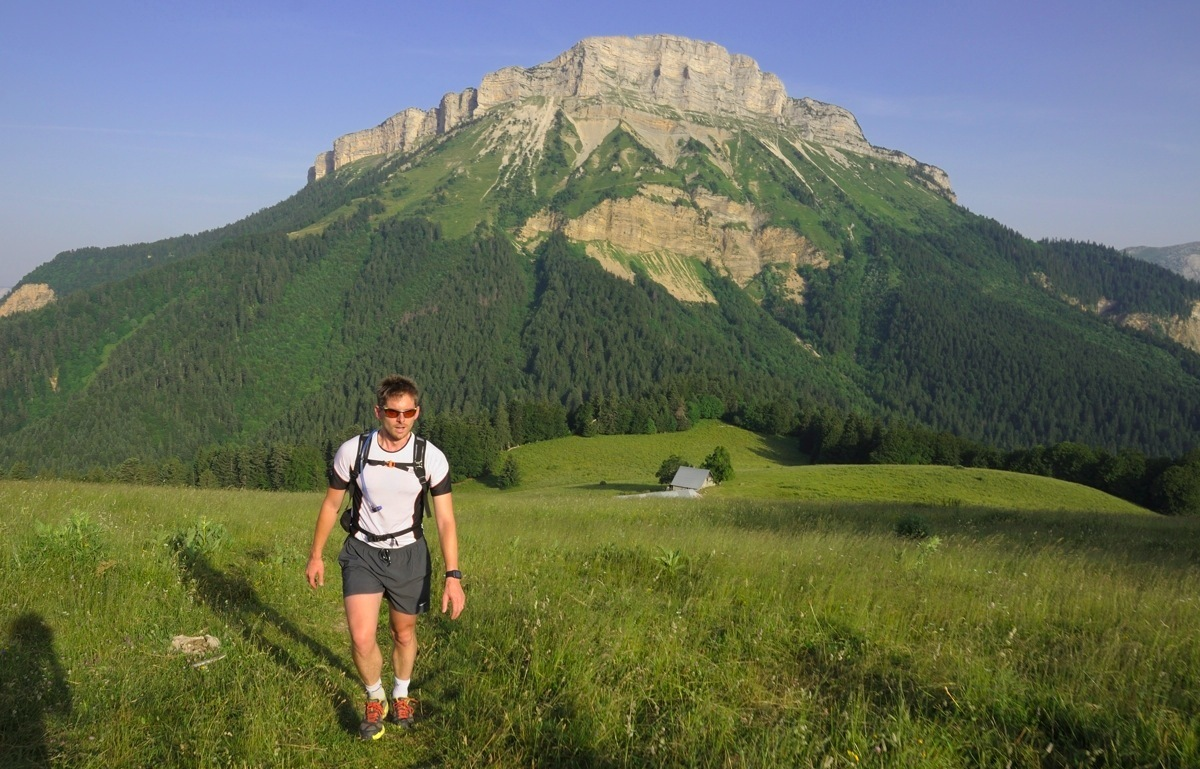
La traversée de la Chartreuse, sur le GR9.

Après la traversée du Rhône, il poursuit son trajet vers le sud par le Mont du Chat et la chaîne de l’Épine, en Savoie. Il s'engage alors dans les Préalpes en traversant du nord au sud, le massif de la Chartreuse et, après Grenoble (passage par Mont Jalla et le jardin des Dauphins), celui du Vercors dont il longe la barrière ouest.
Il chemine alors en Drôme provençale, puis dans le massifs des Baronnies, du Mont Ventoux, du Luberon. Il traverse alors la plaine de la basse Durance, parcourt les montagnes Sainte-Victoire et de la Sainte-Baume.
Dans sa dernière partie, il oblique vers l'est puis quitte les massifs calcaires dans lesquels il a évolué jusqu'ici, pour traverser le massif des Maures et rejoindre la Méditerranée au golfe de Saint-Tropez. Entre la Suisse et Grenoble, Il fait partie du sentier européen E4.